# 1734 Zhongolovich
1734 Zhongolovich је астероид главног астероидног појаса. Приближан пречник астероида је 28,47 km,
а средња удаљеност астероида од Сунца износи 2,778 астрономских јединица (АЈ).
Инклинација (нагиб) орбите у односу на раван еклиптике је 8,348 степени, а орбитални период износи 1691,265 дана (4,630 године). Ексцентрицитет орбите астероида износи 0,230.
Апсолутна магнитуда астероида износи 11,70 а геометријски албедо 0,045.
Астероид је откривен 11. октобра 1928. године.